# Mètode de diferències finites
En anàlisi numèrica, el  mètode de les diferències finites  és un mètode utilitzat per calcular de manera aproximada les solucions a les equacions diferencials usant equacions diferencials finites per aproximar derivades.

## Exemple bàsic d'equació de diferències finites en economia
Una equació senzilla en diferències finites
| {\displaystyle \ Y_{t+2}-Y_{t}=0} |

La solució s'assaja per tempteig o aproximació
| {\displaystyle \ Y_{t+2}=r^{2}} |
| {\displaystyle \ Y_{t}=r}       |

Substituint en l'equació inicial
| {\displaystyle \ R(r-1)=0\rightarrow r=1;r=0} |

La solució serà
| {\displaystyle \ Y_{t}=1^{t}} |

Resolem {\displaystyle i_{t+2}}
| {\displaystyle \ Y_{t+2}=1^{t+2}=1^{t}1^{2}} |

Comprovem si la solució és correcta
| {\displaystyle \ 1^{t}-1^{t}=0} |

Escrivim la solució general
| {\displaystyle \ Y_{t}=c_{1}1^{t}} |

{\displaystyle c_{1}} expressa una combinació lineal de la solució 

Si analitzem el Wronskià de solucions particulars obtindrem per  t = 0  i  t = 1 
{\displaystyle A(0,1)={\begin{bmatrix}1&1\\1&1\\\end{bmatrix}}=1-1=0}
Si el Wronskià és zero, no podem determinar una solució correcta. 

El mètode per resoldre
| {\displaystyle \ Y''-i'=0} |

és idèntic però la solució general s'escriu en funció del nombre e.